# Tirsa
Tirsa var huvudstaden i Israels rike under de första 50 åren efter Salomos död och det enade rikets splittring i en nordlig och en sydlig del. Som huvudstad i det norra riket ersattes den av Samaria under kung Omri.